# Polonia FC Wien
Il Polonia FC è un club austriaco di calcio a 5 con sede a Vienna, fondato nel 2006. Nella stagione 2007/2008 disputa la massima divisione del Campionato austriaco di calcio a 5, la Murexin Futsal Bundesliga. Deve il suo nome a un folto gruppo di giocatori di origini polacche che militano tra le sue file.

## Rosa 2007/2008
| N° | Naz.               | Ruolo | Sportivo             | Anno |  |  |
| -- | ------------------ | ----- | -------------------- | ---- |  |  |
| -  | Austria (bandiera) | -     | Dawid Feiner         | 1989 |  |  |
| -  | Austria (bandiera) | -     | Christian Habetler   | 1980 |  |  |
| -  | Polonia (bandiera) | -     | Jacek Jaworski       | 1972 |  |  |
| -  | Polonia (bandiera) | -     | Sebastian Kowalik    | 1973 |  |  |
| -  | Polonia (bandiera) | -     | Maciej Lewna         | 1974 |  |  |
| -  | Polonia (bandiera) | -     | Bartlomiej Markowicz | 1981 |  |  |
| -  | Polonia (bandiera) | -     | Hubert Skalski       | 1978 |  |  |
| -  | Polonia (bandiera) | -     | Lukasz Skalski       | 1979 |  |  |
| -  | Polonia (bandiera) | -     | Maciej Sobczyk       | 1990 |  |  |
| -  | Polonia (bandiera) | -     | Bogdan Wagner        | 1981 |  |  |
| -  | Austria (bandiera) | -     | Dawid Zabdyr         | 1988 |  |  |
| -  | Polonia (bandiera) | -     | Zdzislaw Zagrobelny  | 1962 |  |  |